# Aname aurea
Espèce
Aname aurea est une espèce d'araignées mygalomorphes de la famille des Anamidae.

## Distribution
Cette espèce est endémique de Nouvelle-Galles du Sud en Australie. Elle se rencontre vers Broken Hill.

## Description
La carapace de la femelle holotype mesure 10,4 mm de long sur 8,2 mm et l'abdomen 13,4 mm de long sur 8,2 mm.

## Publication originale
- Rainbow & Pulleine, 1918 : Australian trap-door spiders. Records of the Australian Museum, vol. 12, p. 81-169 (texte intégral).